# Peter van Dalen (honkballer)
Peter van Dalen (Heerhugowaard, 4 maart 1964) is een voormalig Nederlands honkballer.
Van Dalen kwam uit voor het Nederlands honkbalteam van 1985 tot 1989 en nam met dit team meermalen deel aan de Europese kampioenschappen waarbij in 1985 en 1989 de titel werd behaald. Momenteel is Van Dalen coach bij Sparks in Haarlem en is tevens hittingcoach voor het jong oranje team van de KNBSB.